# Hinckley (Hinckley and Bosworth)
Hinckley is een plaats in het bestuurlijke gebied Hinckley and Bosworth, in het Engelse graafschap Leicestershire. De plaats telt 43.246 inwoners, samen met Earl Shilton, Barwell en Burbage.

## Geboren
- Geoff Richardson (1950), musicus.
- Philip Oakey (1955), zanger van The Human League.

## Foto's

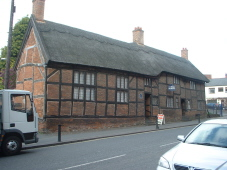
Huisje
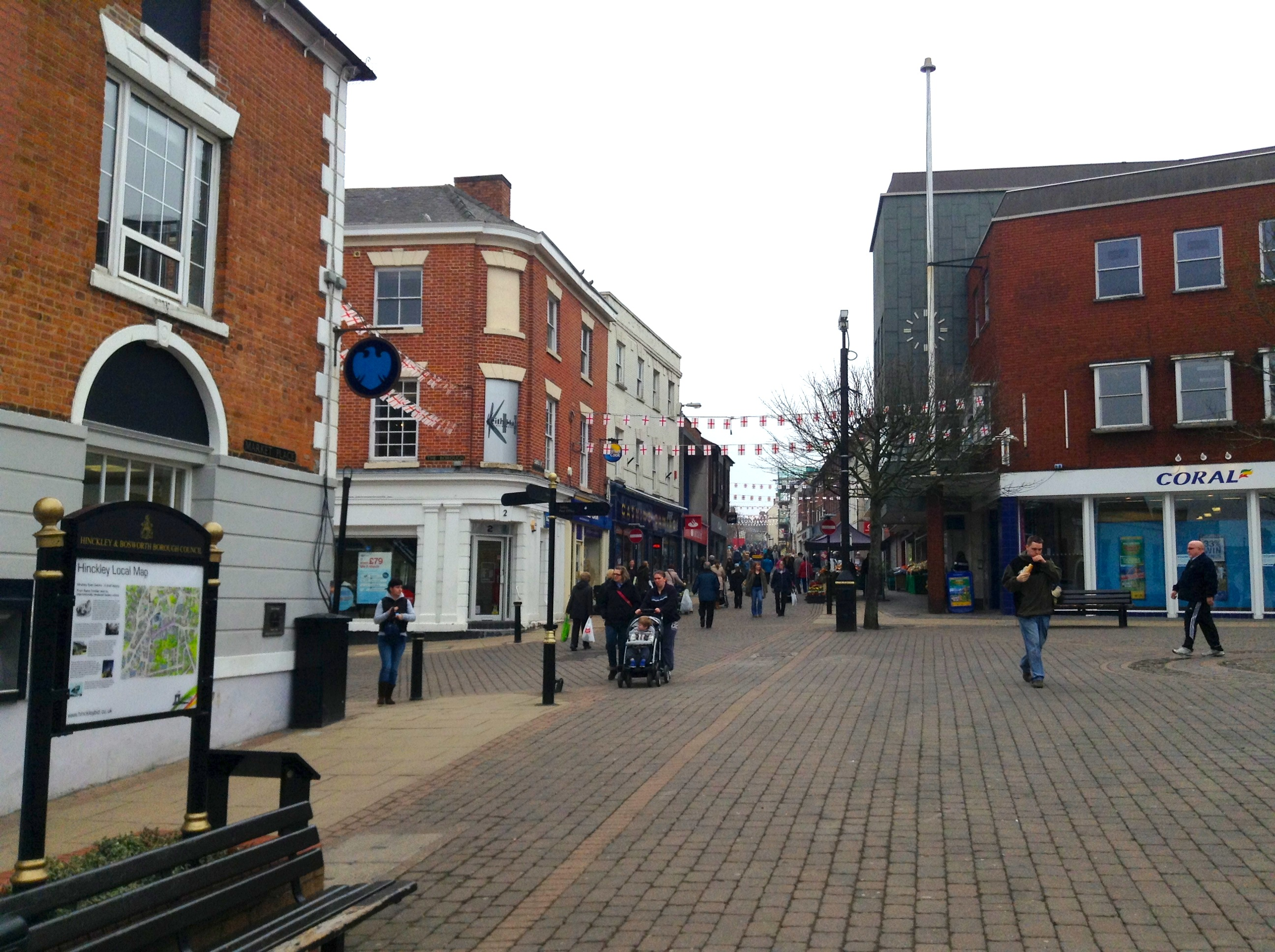
Centrum
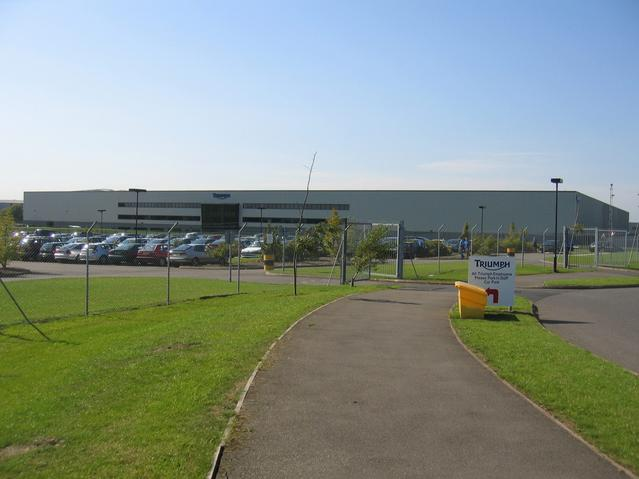
Triumph
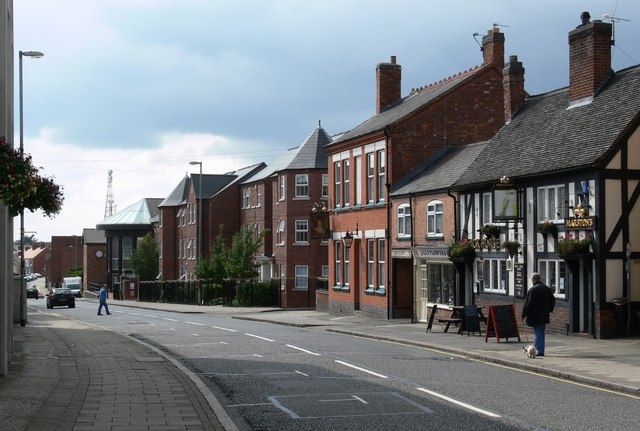
Centrum